# Liga Checa de Basquetebol de 2020-21
A Temporada da Liga Checa de Basquetebol de 2020-21, oficialmente Kooperativa Národní Basketbalová Liga por razões de patrocinadores, foi a 27ª edição da competição de primeiro nível do basquetebol masculino na Chéquia.

## Clubes participantes
| Clube                  | Cidade         | Arena                      | Capacidade |
| ---------------------- | -------------- | -------------------------- | ---------- |
| mmcité1 Basket Brno    | Bruno          | Sportovní hala Sokola Brno | 1 100      |
| NH Ostrava             | Ostrava        | Bonver Aréna               | 1 700      |
| ERA Basketball Nymburk | Nymburk        | Sportovní Centrum          | 2 000      |
| BK ARMEX Děčín         | Děčín          | ARMEX Sportcentrum         | 1 200      |
| GEOSAN Kolín           | Kolín          | Hala SOU Spojů             | 600        |
| Královští sokoli       | Hradec Králové |                            | 1 000      |
| DEKSTONE Tuři Svitavy  | Svitavy        | Na Střelnici               | 820        |
| BK JIP Pardubice       | Pardubice      | Sportovní hala Dašická     | 1 400      |
| USK Praha              | Praga          | Hala Folimanka             | 1 300      |
| SLUNETA Ústí nad Labem | Ústí nad Labem | Sportovni Hala Klise       | 1 500      |
| BK Opava               | Opava          | Hala Opava                 | 3 006      |
| Olomoucko              | Prostějov      | Sportcentrum DDM           | 2 100      |

## Tabela
| ↓ Casa\Visitante →     | BRN   | OST    | NYM    | DEC    | KOL    | KRA    | SVI    | PAR    | PRA    | SLU    | OPA    | OLO     |
| ---------------------- | ----- | ------ | ------ | ------ | ------ | ------ | ------ | ------ | ------ | ------ | ------ | ------- |
| Basket Brno            |       | 86-50  | 92-101 | 94-87  | 78-61  | 93-82  | 88-75  | 70-78  | 89-85  | 100-72 | 81-86  | 87-74   |
| NH Ostrava             | 64-80 |        | 66-95  | 88-81  | 85-110 | 66-73  | 82-81  | 81-78  | 87-83  | 68-94  | 94-106 | 88-74   |
| ERA Basketball Nymburk | 86-76 | 95-75  |        | 99-69  | 93-83  | 120-63 | 105-74 | 105-59 | 104-88 | 102-85 | 100-87 | 99-73   |
| BK ARMEX Děčín         | 95-86 | 94-75  | 53-115 |        | 75-105 | 99-94  | 70-85  | 89-81  | 76-81  | 88-87  | 68-77  | 89-73   |
| GEOSAN Kolín           | 83-64 | 74-72  | 80-96  | 100-84 |        | 95-93  | 84-80  | 86-68  | 93-77  | 86-90  | 93-80  | 98-85   |
| Královští sokoli       | 88-66 | 99-91  | 52-102 | 79-83  | 96-102 |        | 87-79  | 75-73  | 94-98  | 89-78  | 69-101 | 103-105 |
| DEKSTONE Tuři Svitavy  | 77-92 | 94-62  | 84-107 | 78-69  | 79-89  | 86-97  |        | 88-79  | 77-66  | 83-72  | 83-90  | 80-72   |
| BK JIP Pardubice       | 86-73 | 101-79 | 91-97  | 87-75  | 90-82  | 85-79  | 78-86  |        | 73-72  | 76-79  | 76-73  | 76-88   |
| USK Praha              | 69-70 | 99-78  | 88-72  | 82-80  | 95-86  | 84-68  | 90-72  | 69-99  |        | 76-72  | 88-87  | 77-63   |
| SLUNETA Ústí nad Labem | 79-89 | 93-67  | 90-98  | 87-89  | 80-106 | 76-75  | 90-88  | 93-76  | 81-83  |        | 94-96  | 70-81   |
| BK Opava               | 93-71 | 89-78  | 67-101 | 87-71  | 82-72  | 80-61  | 107-72 | 85-69  | 92-79  | 93-75  |        | 101-70  |
| Olomoucko              | 72-94 | 93-100 | 95-98  | 91-77  | 87-94  | 79-98  | 86-96  | 93-94  | 75-76  | 76-90  | 86-91  |         |

## Segunda Fase

### Grupo A
| Pos | Clube                  | J  | V  | D  | %     | P+    | P-    | SP   | Classificação |     | C/V    | BRN   | NYM   | KOL    | PAR   | PRA   | OPA |
| --- | ---------------------- | -- | -- | -- | ----- | ----- | ----- | ---- | ------------- | --- | ------ | ----- | ----- | ------ | ----- | ----- | --- |
| 1   | ERA Basketball Nymburk | 32 | 31 | 1  | 96.9% | 3.176 | 2.417 | 759  | Playoffs      | BRN |        |       |       |        | 68-70 |       |     |
| 2   | BK Opava               | 32 | 22 | 10 | 68.8% | 2.798 | 2.607 | 191  | Playoffs      | NYM | 98-82  |       | 93-82 | 109-77 |       |       |     |
| 3   | GEOSAN Kolín           | 32 | 20 | 12 | 62.5% | 2.764 | 2.627 | 137  | Playoffs      | KOL |        |       |       | 95-89  | 88-73 | 85-68 |     |
| 4   | Basket Brno            | 32 | 16 | 16 | 50.0% | 2.630 | 2.620 | 10   | Playoffs      | PAR | 85-75  |       |       |        | 80-86 |       |     |
| 5   | USK Praha              | 32 | 16 | 16 | 50.0% | 2.500 | 2.604 | -104 | Playoffs      | PRA |        |       |       |        |       | 60-75 |     |
| 6   | BK JIP Pardubice       | 32 | 14 | 18 | 43.8% | 2.593 | 2.705 | -112 | Playoffs      | OPA | 99-101 | 74-99 |       |        |       |       |     |

### Grupo B
| Pos | Clube                  | J  | V  | D  | %     | P+    | P-    | SP   | Classificação                                  |       | C/V   | OST | DEC   | KRA   | SVI   | SLU   | OLO |
| --- | ---------------------- | -- | -- | -- | ----- | ----- | ----- | ---- | ---------------------------------------------- | ----- | ----- | --- | ----- | ----- | ----- | ----- | --- |
| 1   | Královští sokoli       | 32 | 15 | 17 | 46.9% | 2.649 | 2.734 | -85  | Classificados para as preliminares de Playoffs | OST   |       |     | 70-97 |       | 62-88 |       |     |
| 2   | SLUNETA Ústí nad Labem | 32 | 15 | 17 | 46.9% | 2.676 | 2.652 | 24   | Classificados para as preliminares de Playoffs | DEC   |       |     |       | 93-82 | 77-88 |       |     |
| 3   | DEKSTONE Tuři Svitavy  | 32 | 14 | 18 | 43.8% | 2.610 | 2.652 | -42  |                                                | KRA   |       |     |       |       |       |       |     |
| 4   | BK ARMEX Děčín         | 32 | 14 | 18 | 43.8% | 2.616 | 2.715 | -99  | SVI                                            | 77-68 |       |     |       |       | 83-88 |       |     |
| 5   | Olomoucko              | 32 | 9  | 23 | 28.1% | 2.559 | 2.783 | -224 |                                                | SLU   |       |     |       |       |       | 73-71 |     |
| 6   | NH Ostrava             | 32 | 6  | 26 | 18.8% | 2.415 | 2.870 | -455 |                                                | OLO   | 88-79 |     |       |       |       |       |     |

## Playoffs
|  | Quartas de final | Quartas de final       | Quartas de final |          |   | Semifinais             | Semifinais | Semifinais |  |  | Final | Final                  | Final |
|  |                  |                        |                  |          |   |                        |            |            |  |  |       |                        |       |
|  |                  |                        |                  |          |   |                        |            |            |  |  |       |                        |       |
|  | 1A               | ERA Basketball Nymburk | 3                |          |   |                        |            |            |  |  |       |                        |       |
|  | 2B               | Sluneta Ústí nad Labem | 0                |          |   |                        |            |            |  |  |       |                        |       |
|  | 2B               | Sluneta Ústí nad Labem | 0                |          |   | ERA Basketball Nymburk | 3          |            |  |  |       |                        |       |
|  |                  |                        |                  |          |   | ERA Basketball Nymburk | 3          |            |  |  |       |                        |       |
|  |                  |                        | BC Brno          | 0        |   |                        |            |            |  |  |       |                        |       |
|  | 4A               | BC Brno                | BC Brno          | 0        | 3 |                        |            |            |  |  |       |                        |       |
|  | 4A               | BC Brno                |                  |          | 3 |                        |            |            |  |  |       |                        |       |
|  | 5A               | USK Praha              | 2                |          |   |                        |            |            |  |  |       |                        |       |
|  |                  |                        |                  |          |   |                        |            |            |  |  |       | ERA Basketball Nymburk | 2     |
|  |                  |                        |                  | BK Opava | 0 |                        |            |            |  |  |       |                        |       |
|  | 2A               | BK Opava               | 3                |          |   |                        |            |            |  |  |       |                        |       |
|  | 1B               | Královští sokoli       | 0                |          |   |                        |            |            |  |  |       |                        |       |
|  | 1B               | Královští sokoli       | 0                |          |   | BK Opava               | 3          |            |  |  |       |                        |       |
|  |                  |                        |                  |          |   | BK Opava               | 3          |            |  |  |       |                        |       |
|  |                  |                        | GEOSAN Kolín     | 2        |   |                        |            |            |  |  |       |                        |       |
|  | 3A               | GEOSAN Kolín           | GEOSAN Kolín     | 2        | 3 |                        |            |            |  |  |       |                        |       |
|  | 3A               | GEOSAN Kolín           |                  |          | 3 |                        |            |            |  |  |       |                        |       |
|  | 6A               | BK JIP Pardubice       | 0                |          |   |                        |            |            |  |  |       |                        |       |

#### Quartas de final
| Time 1                 | Série | Time 2                 | 1º Jogo | 2º Jogo  | 3º Jogo | 4º Jogo | 5º Jogo |
| ---------------------- | ----- | ---------------------- | ------- | -------- | ------- | ------- | ------- |
| ERA Basketball Nymburk | 3 - 0 | SLUNETA Ústí nad Labem | 99 - 61 | 105 - 82 | 93 - 69 | -       | -       |
| Basket Brno            | 3 - 2 | USK Praha              | 69 - 76 | 83 - 63  | 75 - 80 | 81 - 75 | 84 - 78 |
| BK Opava               | 3 - 0 | Královští sokoli       | 89 - 84 | 79 - 56  | 95 - 70 | -       | -       |
| GEOSAN Kolín           | 3 - 0 | BK JIP Pardubice       | 92 - 87 | 103 - 95 | 81 - 79 | -       | -       |

#### Semifinal
| Time 1                 | Série | Time 2       | 1º Jogo | 2º Jogo | 3º Jogo  | 4º Jogo  | 5º Jogo |
| ---------------------- | ----- | ------------ | ------- | ------- | -------- | -------- | ------- |
| ERA Basketball Nymburk | 3 - 0 | Basket Brno  | 85 - 64 | 99 - 74 | 114 - 73 |          |         |
| BK Opava               | 3 - 2 | GEOSAN Kolín | 86 - 61 | 87 - 68 | 67 - 79  | 84 - 108 | 88 - 72 |

#### Decisão de terceiro lugar
| Time 1      | Série | Time 2       | 1º Jogo | 2º Jogo | 3º Jogo |
| ----------- | ----- | ------------ | ------- | ------- | ------- |
| Basket Brno | 0 - 2 | GEOSAN Kolín | 85 - 92 | 89 - 90 | -       |

#### Final
| Time 1                 | Série | Time 2   | 1º Jogo  | 2º Jogo  | 3º Jogo |
| ---------------------- | ----- | -------- | -------- | -------- | ------- |
| ERA Basketball Nymburk | 2- 0  | BK Opava | 102 - 73 | 108 - 89 | -       |

### Premiação
| Kooperativa NBL de 2020-21        |
| --------------------------------- |
| ERA Basketball Nymburk 18º Título |

## Clubes checos em competições europeias
| Clube       | Competição        | Resultado                                         |
| ----------- | ----------------- | ------------------------------------------------- |
| ERA Nymburk | Liga dos Campeões | Eliminado - Quartas de finais por Pınar Karşıyaka |
| -           | Copa Alpe Ádria   |                                                   |